# The Greatest Story Ever D'ohed
The Greatest Story Ever D'ohed titulado La historia más grande jamás contada en Hispanoamérica y La historia más grande jamás JO en España es el decimosexto episodio de la vigesimoprimera temporada de la serie de animación Los Simpson Ha sido escrito por Kevin Curran y director Michael Polcino. Las estrellas invitadas es Sacha Baron Cohen y Yael Naim y el episodio se emitió en Estados Unidos el 28 de marzo de 2010 por Fox.

## Sinopsis
Homer arma tanto escándalo en su jardín que interrumpe al grupo de estudio de la Biblia de su vecino Ned Flanders. Convencido por el reverendo Lovejoy, un frustrado Flanders se hace responsable de la redención de Homer invitando a la familia Simpson al retiro espiritual de la iglesia en Jerusalén. Sin apreciar la historia ni la cultura, Homer prefiere pasar el tiempo en el buffet de desayuno del hotel antes que hacer turismo por la ciudad. Mientras el excéntrico guía del viaje lleva al grupo a monumentos famosos como la Cúpula de la Roca y el Muro de las Lamentaciones, Bart es perseguido por la prima del guía, Dorit. Al final de la persecución, Bart y Dorit pelean, Bart utilizando el kárate y Dorit utilizando el krav magá. Dorit acaba ganando la pelea golpeando abundantes y fuertes rodillazos en su parte más débil. Homer luego contrae el Síndrome de Jerusalén, luego de perseguir a Flanders luego que, gracias a Homer, le revocaran el acceso a Flanders a una capilla espiritual, que los síntomas hacen que Homer actúe como si fuese un profeta, haciéndose llamar "El mesías". Luego, Homer va a la Cúpula de la Roca donde les enseña su "sabiduría" a la gente israelí. Luego de una competencia protagonizado por Agnes Skinner y el Doctor Hibbert para hacerse pasar por Mesías, Homer finalmente demuestra que su salvación no es un caso perdido. Finalmente, en el vuelo de vuelta Bart y Lisa protagonizan una pelea por el sitio de la ventana en la que Lisa gana al usar el krav magá. Y todos regresan en avión a Springfield.

## Producción
En marzo de 2009, el productor ejecutivo de la temporada, Al Jean dijo que los escritores querían producir un episodio donde la familia visita la Tierra Santa porque no habían estado allí todavía. Y añadió: "La premisa será que los cristianos, los judíos y musulmanes están unidos en que todos ellos se enojan con Homer. Es la única cosa que pueden estar de acuerdo.